# Takele Nigate
Takele Nigate (2 de octubre de 1999) es un deportista de Etiopía que compite en atletismo. Ganó una medalla de oro en el Campeonato Mundial de Atletismo Sub-20 de 2018, en la prueba de 3000 m obstáculos.